# Birgit Thilander
Birgit "Bibi" Linnéa Thilander, född Elverson 7 maj 1924 i Gävle, död 29 juli 2016 i Göteborg, var en svensk tandläkare. Hon ingick 1948 äktenskap med Holger Thilander och blev Sveriges första kvinnliga professor inom odontologi.
Thilander, som var dotter till verkmästare Konrad Elverson och Edith Bergström, avlade tandläkarexamen i Stockholm 1948, blev odontologie doktor i ortodonti vid Umeå universitet 1961 på en avhandling om innervation av käkleden. Hon var distriktstandläkare i Trollhättan 1948–1949, i Älvdalen 1950, privatpraktiserande i Avesta 1950–1954 och i Stockholm 1954–1957. Hon var amanuens vid Tandläkarhögskolan i Stockholm 1954–1957, assistent och avdelningstandläkare i Umeå 1957–1963, blev docent i ortodonti vid Tandläkarhögskolan i Stockholm 1961, var biträdande övertandläkare i käkortopedi och tillförordnad professor och övertandläkare i ortodonti i Umeå 1963–1968 samt blev professor och övertandläkare vid Göteborgs universitet 1969. Hon var efter pensioneringen adjungerad professor i Colombia 1995–1998.
Thilander blev ordförande i odontologiska fakultetens i Göteborg docentur- och forskningsnämnd 1974, i Socialstyrelsens vetenskapliga råd 1981 och ledamot av Universitets- och högskoleämbetets planeringsnämnd 1983. Hon publicerade omkring 200 vetenskapliga arbeten samt läroböcker inom ortodonti och käkortopedi. Hon handledde 19 doktorander, varav åtta blev professorer. Hon utnämndes till hedersdoktor vid tre utländska universitet. Hon var ordförande och hedersledamot i Göteborgs Tandläkaresällskap och president i European Orthodontic Society.
Thilander är gravsatt på Västra kyrkogården i Göteborg.